# Trondra
Trondra är en ö i den skotska ögruppen Shetlandsöarna. i Storbritannien, och är en av Scallowayöarna. Ön ligger som skydd för hamnen i Scalloway och har en area på 2,8 kvadratkilometer. 

## Historia
Trondra avfolkades hastigt fram till 1970, när vägbroar byggdes till närliggande West Burra och vidare till East Burra och till den södra halvön av Shetland Mainland. Sen dess har befolkningen återhämtat sig från bottennivån på 20 invånare år 1961.

## Bosättningar

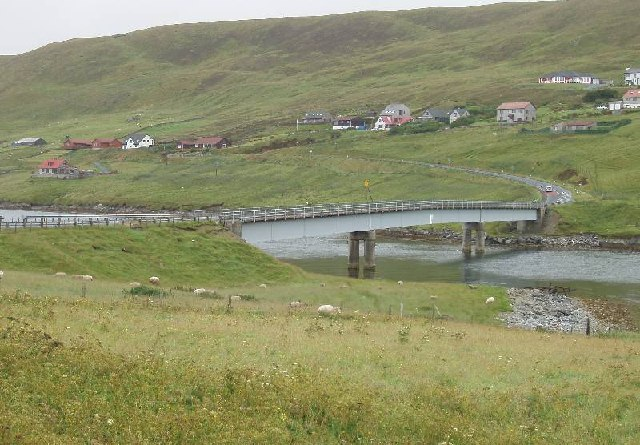
Bron som länkar Trondra med Shetlands Mainland.

Bosättningar på ön är följande:
- Burland
- Cauldhame
- Cutts
- Glendale
- Scarfataing

## Geologi
Trakten runt Trondra Island består i huvudsak av gräsmarker.
Klimatet i området är tempererat. Årsmedeltemperaturen i trakten är 6 °C. Den varmaste månaden är juli, då medeltemperaturen är 11 °C, och den kallaste är februari, med 0 °C.